# エブラズ・グループ

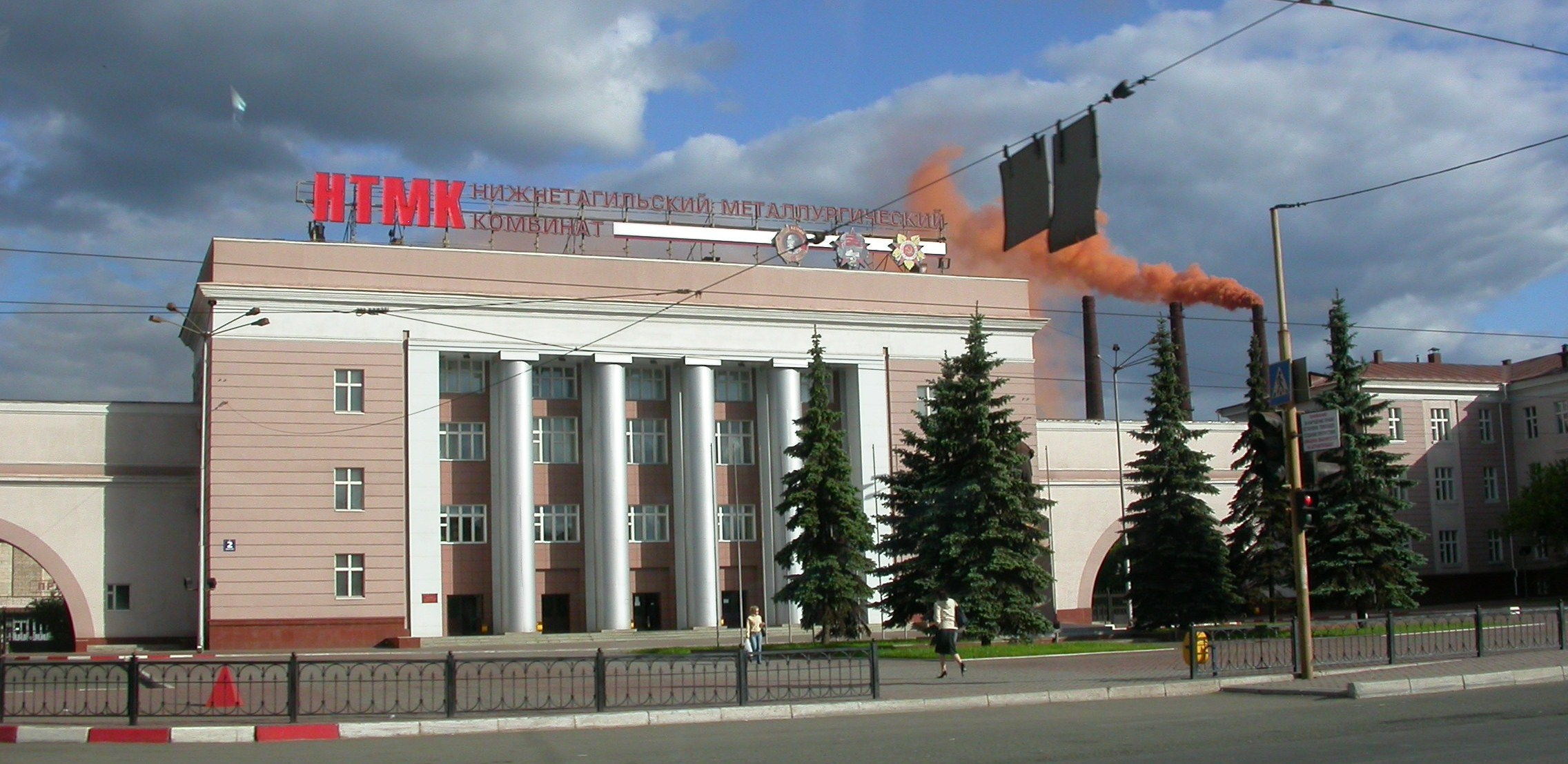
ニジニ・タギル製鉄所本社

エブラズ（英: EVRAZ plc、ロシア語: Евраз Груп）は、ロシアを主な事業基盤とする大手鉄鋼メーカー。エブラズ plc社（英語: Evraz plc、LSE: EVR）を親会社とする企業グループの名称で、エヴラズ、エフラスなどとも表記される。現在、エブラズ plc社の本社所在地はイギリス・ロンドンにあるが、エブラズ全体の資産管理などをする中心的企業エブラズ・ホールディングLLC社はモスクワにある。
国際的な垂直統合型企業で、ロシアの他アメリカ合衆国、チェコ、イタリア、ウクライナなどに鉱山会社・製鉄所などをもつ。世界の15大鉄鋼企業のひとつに数えられる。

## 沿革
1992年に鉄鋼製品販売会社エブラズメタル（Евразметалл）として設立され、1995年にニジニ・タギル製鉄所を、1999年から2003年にかけてノヴォクズネツクにある二つの鉄鋼コンビナートを傘下に収めた。2004年12月31日、グループの親会社としてエブラズ・グループ S. A. 社が設立され、本社をルクセンブルクに置いた。2006年7月、ロマン・アブラモヴィッチの投資会社ミルハウス・キャピタルがエブラズ株の41％を取得した。2011年9月、本社をロンドンに移転し、親会社はエブラズ plc（EVRAZ plc）となった。

### 合併と買収
2006年11月、エブラズは米国の鉄鋼メーカー、オレゴン・スチール・ミルズを23億ドルで買収する見通しであることが明らかとなった。この買収取引は2007年に完了している。
2007年末、米国の圧延鋼メーカー、クレモント・スチールを5億6480万ドルで取得する契約を交わした。
2007年12月、ウクライナの鉱山冶金グループ『プリヴァト』（総帥イーホル・コロモイスキー）の鉄鋼関連資産を買収した。資産は、スハヤ・バルカ社株の99.25％、ペトロフスキー記念冶金工場株の95.57％、バグレイコークス社株の93.74％、ドニエプロコークス社株の98.65％、ドニエプロジェクジンスク・コークス化学工場の93.83％であり、南採鉱・選鉱コンビナートの株50％も売却された。売却金額は20億 - 22億ドルと言われ、その一部（10億ドル）が現金で、残りがエブラズ株でコロモイシキーに支払われた。
2008年2月、中国の鉄鋼会社、徳龍控股（デロンホールディングス）株の14億9000万ドル相当（出資比率51％分）の株式を取得する可能性があると発表した。
2009年12月末、エブラズの創設者の一人アレクサンドル・カトゥニンと投資家グループが、対外経済活動銀行（ヴネシュエコノムバンク、VEB）の関与の下、ウクライナの鉄鋼大手ドンバス工業連合株の50％＋2株を買収していたことが明らかとなった。ドンバス工業連合の支配株主となったカトゥニンら投資家グループがエブラズの意向に沿うように活動しているとの見方もある。

## 株主と経営陣
エブラズ社の株式は、2011年4月30日時点では Lanebrook Ltd が71.24％、 BNY (Nominees) Limited が28.76％保有している。オーナー企業である Lanebrook 保有株の一部（エブラズ株全体の1.63％）は、国際預託証書（Global Depositary Receipt、GDR）としてロンドン証券取引所で取引されている。このLanebrook 株は、取締役会議長アレクサンドル・アブラモフとCEOアレクサンドル・フロロフが両者併せて50％、残り50％を富豪ロマン・アブラモヴィッチが所有するミルハウス・キャピタル社が保有する。
2008年5月中旬の時点での、エブラズ・グループの大株主（間接的株主）は、ロマン・アブラモヴィッチ（36.44％）、アレクサンドル・アブラモフ（24.29％）、アレクサンドル・フロロフ（12.15％）、イーホル・コロモイスキー（9.72％）となっている。

### 取締役
2011年のエブラズ・グループ取締役は以下の9名。
1. アレクサンドル・アブラモフ（Александр Абрамов） - 取締役会会長
2. アレクサンドル・フロロフ（Александр Фролов） - 社長
3. オタリ・アルシェワ（Отари Аршба）
4. カール・グリュベル（Карл Грубер）
5. オリガ・ポクロフスカヤ（Ольга Покровская）
6. テリー・ロビンソン（Терри Робинсон）
7. エフゲニー・シュビドレル（Евгений Швидлер）- ユージン・シュビドラーとも。元シブネフチ社長[17]。
8. エフゲニー・テネンバウム（Евгений Тененбаум）[18]
9. ゴードン・トール　（Гордон Толл）

2008年12月、世界金融危機対策として対外経済銀行（ロシア語: Внешэкономбанк、ヴネシュエコノムバンク）から18億ドルの融資を受けた後、アレクサンドル・アブラモフが取締役会議長に、アレクサンドル・フロロフが社長にそれぞれ就任した。

## 活動
鉄鋼製品、鉄鉱石、石炭の生産・採掘を主な事業としており、製鉄所施設の3分の1はロシア国外にある。
主要な子会社製鉄所（ロシア語: металлургический комбинат、冶金コンビナート）及び製鋼所:
| 国               | 名称                                             | 所在地                           | 創立年 | 買収年 | 生産量（単位:百万トン） | 生産量（単位:百万トン） |
| 国               | 名称                                             | 所在地                           | 創立年 | 買収年 | 鉄鋼                    | 圧延鋼                  |
| ---------------- | ------------------------------------------------ | -------------------------------- | ------ | ------ | ----------------------- | ----------------------- |
| ロシア           | ニジニ・タギル製鉄所（НТМК）                     | ニジニ・タギル                   | 1940   | 1995   | 8.6                     | 7.1                     |
| ロシア           | 西シベリア製鉄所（ЗСМК）                         | ノヴォクズネツク                 | 1964   | 1999   | 5.0                     | 5.0                     |
| ロシア           | ノヴォクズネツク製鉄所（НКМК）                   | ノヴォクズネツク                 | 1933   | 1999   | 1.5                     | 2.0                     |
| チェコ           | ビトコビチェ・スチール                           | オストラヴァ                     | 1830   | 2005   | 1.0                     | 1.0                     |
| 南アフリカ共和国 | エブラズ・ハイベルド・スチール&バナジウム        | ヨハネスブルグ                   | 1957   | 2006   | NA                      | NA                      |
| イタリア         | パリニ＆ベルトーリ                               | サン・ジョルジョ・ディ・ノガーロ | 1963   | 2005   | -                       | 0.5                     |
| アメリカ合衆国   | オレゴン・スチール・ミル                         | ポートランド                     | 1926   | 2006   | 1.2                     | 2.3                     |
| アメリカ合衆国   | クレモント・スチール                             | クレーモント                     | 1988   | 2007   | -                       | 0.5                     |
| ウクライナ       | ペトロフスキー記念ドニプロペトロフスキー冶金工場 | ドニプロペトロウシク州           | 1887   | 2007   | 1.2                     | 2.2                     |

2011年2月、西シベリア冶金コンビナートとノヴォクズネツク製鉄所を近く合併する予定であることが発表された。
ロシア国内の他の子会社:
- カチカナル鉱山選鉱コンビナート （Качканарский ГОК）（100％子会社） スヴェルドロフスク州カチカナル
- ヴィソコゴルスキー選鉱コンビナート（Высокогорский ГОК）（100％子会社）  （100％）スヴェルドロフスク州ニジニ・タギル
- エブラズルーダ（Евразруда）（100％子会社）ケメロヴォ州
- シャフタ 12（Шахта 12）（100％子会社）
- フェロトレード（Ферротрейд）（100％子会社）
- エブラズEK（ЕвразЭК）（100％子会社）ケメロヴォ州
- 南クズバス炭坑（Южкузбассуголь）（100％子会社）ケメロヴォ州
- 商社エブラズ・ホールディング（Торговый дом ≪Евразхолдинг≫）（100％子会社）スヴェルドロフスク州ニジニ・タギル
- 貿易会社エブラズ・ホールディング（Торговая компания ≪Евразхолдинг≫）（100％子会社）モスクワ
- 商社エブラズ・リソース（Торговый дом ≪Евразресурс≫）（100％子会社）
- メタルエネルゴファイナンス（Металлэнергофинанс）（100％子会社）スヴェルドロフスク州

など。
エブラズ地域別売上高 （2010年）:
- ロシア 35.0 %
- アメリカ 23.6 %
- アジア 20.0 %
- ヨーロッパ 10.6 %
- CIS諸国 7.2 %
- アフリカ 3.6 %
- その他 0.02 %

### 業績の推移
エブラズの粗鋼生産量は、2009年は1530万トン、2010年は1630万トンであった。売上高は、2008年は203億8000万ドルであったが、2009年は世界的な不況の影響から97億7200万ドルまで落ち込んだ。2010年は133億9400万ドルまで持ち直している。